# Себастьян Рок
Себастьян Рок (фр. Sébastien Roch) — роман французского прозаика, драматурга и журналиста Октава Мирбо (1890).

## Сюжет
Это роман о ребёнке Себастьян Рок который, прибыв здоровым и телом и умом в иезуитский колледж Сен-Франсуа-Ксавье в городе Ванн (Бретань), стал жертвой изнасилования, совершенного его наставником Отцом Керном. После этого насилия над его телом, его выгнали в шею из колледжа.

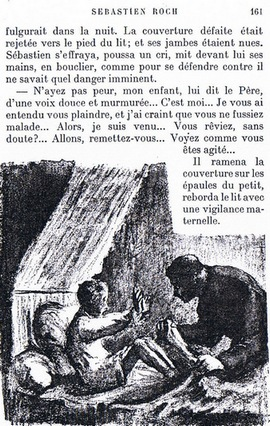
H.-G. Ibels, 1906

Помимо этого, воспитание навязанное ему иезуитами в этом колледже, где сам Мирбо провёл четыре адских года, оказалось и насилием над его душой. Отчего был преждевременно уничтожен его потенциальный гений. Поскольку вопрос изнасилования был тогда совершенно запретным, опубликование романа было окружено настоящим заговором молчания.